# Пауки-сенокосцы
Пауки-сенокосцы, или пауки-долгоножки (лат. Pholcidae) — семейство пауков из инфраотряда аранеоморфных (Araneomorphae). Строят ловчие сети в форме тенёт. Форма тела, длина ног и окраска разных представителей сильно варьируют. К семейству относят свыше 1000 видов, объединяемых в 84 рода. Наибольшего разнообразия достигают в тропиках. Много синантропных видов, например, Pholcus phalangioides, распространённый в жилищах человека практически по всему миру.

## Строение
Длина тела составляет 2—10 мм. Его форма бывает различна: от практически шарообразной до чрезвычайно вытянутой (за счёт удлинения опистосомы). Длина ног также подвержена значительным вариациям: от сравнимой с размерами тела (у форм обитающих в лесной подстилке) до очень большой — 50 мм, что в 20 раз превышает длину тела.
Название семейству дано из-за сходства длинноногих представителей по общему типажу тела с сенокосцами, которые также относятся к паукообразным, но собственно пауками не являются. Ключевое различие — «центральное» тело сенокосцев скомпоновано более плотно и брюшко не обособлено от головогруди стебельком, типичной деталью для всех пауков, включая пауков-сенокосцев.
На округлой просоме обычно располагаются восемь глаз: два небольших медиальных и шесть боковых, сближенных в триады и иногда находящихся на особых выступах. У некоторых представителей (в особенности у обитателей пещер) глаз меньше, причём утрата начинается с медиальных. Дистальный отдел ходных ног (лапка) обладает ложной сегментацией.
Хелицеры и педипальпы самцов пауков-сенокосцев обладают особым строением, связанным с участием в копуляции. Хелицеры несут модифицированные щетинки и выросты. Особенность цимбиума (копулятивного органа) состоит, в первую очередь, в наличии дистального отростка — прокурсуса (procursus), между зубцов которого натянута мягкая перепонка, раздувающаяся при спаривании. У некоторых видов на грушевидном бульбусе цимбиума кроме эмболюса присутствуют ещё два отростка — ункус (uncus) и аппендикс (appendix).
В отличие от других пауков, представители этого семейства не упаковывают свои яйца в кокон, а стягивают их несколькими нитками по типу авоськи.

## Место обитания
Пауки-сенокосцы, строящие ловчие сети, распространены повсеместно. Висят вверх ногами на своей беспорядочно-запутанной неровной паутине. Паутины строят в тёмных влажных нишах пещер, деревьев и под камнями, в брошенных млекопитающими логовах, в погребах и различных строениях. В домах человека они любят сухие и тёплые места.

## Поведение

### Устройство ловушек
Сети пауков-сенокосцев не имеют липкого свойства, но они беспорядочны, и в попытке покинуть сеть добыча всё больше запутывается в них. Паук быстро окутывает свою добычу и наносит смертельный укус. Добыча может быть немедленно съедена, а может быть оставлена на будущее.

### Реакция на угрозу
Когда паутины касается чересчур большая добыча, паук начинает резко вибрировать или шатать паутину и себя, пытаясь её прогнать. Пауки, как правило, не опасны для человека, но было несколько сообщений об укусе.

## Таксономия
Семейство Pholcidae включает 80 родов:
- Aetana Huber, 2005
- Anansus Huber, 2007
- Anopsicus Chamberlin & Ivie, 1938
- Artema Walckenaer, 1837
- Aucana Huber, 2000
- Aymaria Huber, 2000
- Belisana Thorell, 1898
- Blancoa Huber, 2000
- Buitinga Huber, 2003
- Calapnita Simon, 1892
- Canaima Huber, 2000
- Carapoia González-Sponga, 1998
- Cenemus Saaristo, 2001
- Chibchea Huber, 2000
- Chichiriviche González-Sponga, 2011b
- Chisosa Huber, 2000
- Ciboneya Pérez, 2001
- Codazziella González-Sponga, 2005
- Coryssocnemis Simon, 1893
- Crossopriza Simon, 1893
- Enetea Huber, 2000
- Galapa Huber, 2000
- Gertschiola Brignoli, 1981
- Guaranita Huber, 2000
  - Guaranita auadae
- Holocneminus Berland, 1942
- Holocnemus Simon, 1873
- Hoplopholcus Kulczy?ski, 1908
- Ibotyporanga Mello-Leitão, 1944
- Ixchela Huber, 2000
- Kambiwa Huber, 2000
- Khorata Huber, 2005
- Leptopholcus Simon, 1893
- Litoporus Simon, 1893
- Mecolaesthus Simon, 1893
- Mesabolivar González-Sponga, 1998
- Metagonia Simon, 1893
- Micromerys Bradley, 1877
- Micropholcus Deeleman-Reinhold & Prinsen, 1987[6]
- Modisimus Simon, 1893
- Nerudia Huber, 2000
- Ninetis Simon, 1890
- Nita Huber & El-Hennawy, 2007
- Nyikoa Huber, 2007
- Ossinissa Dimitrov & Ribera, 2005
- Otavaloa Huber, 2000
- Panjange Deeleman-Reinhold & Deeleman, 1983
- Papiamenta Huber, 2000
- Paramicromerys Millot, 1946
- Pehrforsskalia Deeleman-Reinhold & van Harten, 2001
- Pholcophora Banks, 1896
- Pholcus Walckenaer, 1805
- Physocyclus Simon, 1893
- Pisaboa Huber, 2000
- Platnicknia Özdikmen & Demir, 2009
- Pomboa Huber, 2000
- Priscula Simon, 1893
- Psilochorus Simon, 1893
- Quamtana Huber, 2003
- Queliceria González-Sponga, 2003
- Savarna Huber, 2005
- Sihala Huber, 2011
- Smeringopina Kraus, 1957
- Smeringopus Simon, 1890
- Spermophora Hentz, 1841
- Spermophorides Wunderlich, 1992
- Stenosfemuraia González-Sponga, 1998
- Stygopholcus Absolon & Kratochvíl, 1932
- Systenita Simon, 1893
- Tainonia Huber, 2000
- Teuia Huber, 2000
- Tibetia Zhang, Zhu & Song, 2006
- Tolteca Huber, 2000
- Trichocyclus Simon, 1908
- Tupigea Huber, 2000
- Uthina Simon, 1893
- Wanniyala Huber & Benjamin, 2005
- Waunana Huber, 2000
- Wugigarra Huber, 2001
- Zatavua Huber, 2003